# دانیل شافران
دانیل بوریسوویچ شافران (روسی: Даниил Борисович Шафран؛ ‏ ۱۳ ژانویه ۱۹۲۳ – ۷ فوریهٔ ۱۹۹۷) موسیقی‌دان و نوازندهٔ برجستهٔ ویولنسل اهل اتحاد جماهیر شوروی بود که  برندهٔ جوایزی همچون جایزه هنرمند مردمی اتحاد جماهیر شوروی و هنرمند مردمی جمهوری شوروی فدراتیو سوسیالیستی روسیه شد.

## زندگی‌نامهٔ مختصر
شافران در سال ۱۹۲۳ در پتروگراد (که بعدها لنینگراد و سپس سنت پترزبورگ نام گرفت) در خانواده‌ای یهودی به دنیا آمد. حتی پیش از تولد او نیز موسیقی در اطرافش جریان داشت. پدر و مادرش هنگام تولد او، دانشجوی موسیقی بودند. پدرش، بوریس شافران، بعدها ویولنسل‌نواز اول ارکستر فیلارمونیک لنینگراد شد و مادرش، فریدا موئیسیِونا، پیانیست بود. او تعریف می‌کرد که وقتی مادرش در حال زایمان بود، پدرش در حال تمرین بخش‌هایی از کنسرتو ر ماژور یوزف هایدن برای یک رسیتال بود و تا زمانی که بر یک پاساژ فنی دشوار مسلط نشد، تمایلی به رفتن به بیمارستان نداشت.
شافران در ابتدا توسط پدرش آموزش دید، کسی که مدت‌ها به وی التماس کرده بود به او درس بدهد. زمانی که هشت سال و نیمه بود، «پدرم با یک ویولنسل کوچک به طرفم آمد و گفت: برایَت یک ویولنسل خریدم!» و ادامه داد: «بنشین، شروع می‌کنیم به درس خواندن.» پدرش موسیقیدانی جدی و آموزگاری سخت‌گیر بود و پس از یک سال و نیم آموزش تحت نظر او، شافران بسیاری از ارزش‌هایی را که در تمام عمر حفظ کرد، در خود پرورش داد: تمرین منظم و پرتلاش و اهمیت تلاش برای رسیدن به بالاترین اهداف. یکی از اصول اساسی که در آن دوران پایه‌ریزی شد، غلبه بر دشواری‌های فنی با یادگیری نوازندگی فراتر از نیازهای قطعه بود؛ و شافران آموخت که هنگام تمرین «با خودم بی‌رحمانه سخت‌گیر باشم».
زمانی که ده ساله بود (برخی منابع گفته‌اند هشت ساله)، پدرش او را نزد الکساندر اشترایمر (۱۸۸۸–۱۹۶۱)، استاد وقت کنسرواتوار لنینگراد، برای دریافت درس‌های تکمیلی برد. در ابتدا این آموزش‌ها در مدرسه ویژه موسیقی کودکانِ کنسرواتوار بود، جایی که اشترایمر نیز در آن تدریس می‌کرد، و سپس در خود کنسرواتوار، جایی که شافران یکی از ده کودک بااستعداد برگزیده برای تحصیل بود. شافران بیش از ده سال (تا اوایل بیست‌سالگی‌اش) نزد اشترایمر ماند. با اینکه پدرش بیش از آنچه از نظر «اخلاق حرفه‌ایِ آموزشی» معمول است، در روند پیشرفت او مداخله می‌کرد، اما شافران معلم دیگری نگرفت و گفته بود: «تجربه‌های خودم و ارتباطم با همکاران موسیقیدانم برای من مثل 'معلم دومی' بودند.»
نخستین اجرای عمومی شافران در ده‌سالگی‌اش در یکی از کنسرت‌های کنسرواتوار بود، جایی که دو قطعه دشوار از داوید پوپر را نواخت: «آواز چرخان» و «رقص الف‌ها». نخستین اجرای ارکسترال او یک سال بعد، در یازده‌سالگی، رقم خورد؛ زمانی که واریاسیون‌های روکوکو اثر پیوتر ایلیچ چایکوفسکی را با ارکستر فیلارمونیک لنینگراد و رهبری آلبرت کوئتس، رهبر ارکستر بریتانیایی مهمان، اجرا کرد.
در سن ۱۴ سالگی، شافران در مسابقه سراسری اتحاد جماهیر شوروی در سال ۱۹۳۷ برای ویولنیست‌ها و ویولنسل‌نوازان جوان از تمامی جمهوری‌های شوروی شرکت کرد. با آن‌که از نظر قانونی پایین‌تر از حداقل سن مجاز برای شرکت بود، به‌صورت غیررسمی اجازه شرکت یافت و موفق به کسب مقام اول شد. سن کم، «مهارتِ ظریفِ چون کیمیاگری‌اش و ظاهر شاعرانه‌اش، توجه بسیاری را برانگیخت» و شافران به شهرتی ملی دست یافت. همچنین، به عنوان بخشی از جایزه، یک ویولنسل باشکوه آنتونیو آماتی به او اهدا شد.